# Komsomol
El Komsomol (en rus rus: Комсомол) era l'organització juvenil del Partit Comunista de la Unió Soviètica (PCUS). Creada el 29 d'octubre de 1918, des de 1922 el nom oficial va passar a ser Unió de Joves Comunistes Leninistes (en rus rus: Ленинский Коммунистический Союз Молодежи).
En la seva època daurada, durant la dècada dels anys 70 i principis dels 80, el Komsomol va arribar a tenir més de 40 milions de membres, i es calcula que al voltant de dos terços de la població adulta actual de la Federació Russa va estar-hi relacionat en algun moment. Es va dissoldre el setembre de 1991, després del cop d'estat fallit del mes d'agost d'aquell any, i tres mesos abans que la desaparició de la Unió Soviètica.

## Estructura i organització

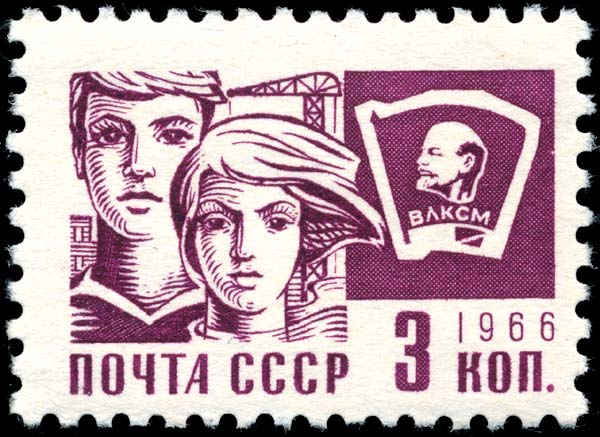
Segell soviètic de 1968 dedicat al Komsomol

Es podia ingressar al Komsomol als 14 anys, i s'hi podia romandre fins als 28, el límit d'edat. De tota manera, els funcionaris de l'organització solien ésser antics militants, que per tant eren més grans que els membres regulars. Per als menors de 14 anys, existia l'anomenat Moviment de Pioners. En l'àmbit internacional, el Komsomol era el membre més important de la Federació Mundial de la Joventut Democràtica (FMJD).
Tot i que la influència que exercia el Komsomol sobre el Partit Comunista de la Unió Soviètica era limitada, l'organització feia un paper important en la introducció de la joventut en els principis i valors del PCUS i servia de porta d'accés a la política de la Unió Soviètica. Els membres més actius rebien premis i privilegis; per exemple, Iuri Andrópov, Secretari General del Partit després de la mort de Leonid Bréjnev, va començar la seva carrera des de la secció del Komsomol de Carèlia. L'estructura jeràrquica del Komsomol, organitzada seguint un esquema federal, era molt similar a la del PCUS.

## Decadència i dissolució
Durant les primeres etapes de la perestroika, quan es varen anar introduint progressivament les companyies privades, el Komsomol va tenir prioritat per obrir empreses, amb el pretext que la mesura incentivaria el jovent i li donaria la possibilitat de tenir un futur millor. Al mateix temps, molts dels seus dirigents van començar a fer campanya perquè l'estat perdés el monopoli econòmic que havia estat el puntal de l'economia planificada de la Unió Soviètica. Com a resultat, molta de la nova oligarquia russa es va formar amb quadres del Komsomol.
El 19 d'agost de 1991 la línia dura del PCUS va intentar, mitjançant un cop d'estat que va fracassar, revertir les reformes de Gorbatxov i retornar a l'"ordre soviètic". En el XXIIè Congrés del Komsomol, que es va celebrar el setembre d'aquell mateix any, es va determinar que l'organització havia complert els objectius per als quals s'havia creat, i es va procedir a la seva dissolució. Tres mesos després, el 26 de desembre, Mikhaïl Gorbatxov anunciava el desmembrament formal de la Unió Soviètica.
L'òrgan oficial del Komsomol, el diari Komsomólskaia Pravda (literalment La Veritat del Komsomol), va sobreviure a aquesta dissolució. La publicació va prendre un rumb diferent deixant en segon plan la política i convertint-se així en una mitjà de comunicació del dia a dia.

## Resorgiment
El 1999 es refunda el Komsomol però com a organització juvenil integrada dins del Partit Comunista de la Federació Russa. També és membre de la Federació Mundial de la Joventut Democràtica.